# Умергалин, Талгат Галеевич
Талгат Галеевич Умергалин (род. 24 января 1948, Байгузино) — советский российский математик-вычислитель, изобретатель. Доктор технических наук (1995), профессор (1999).

## Биография
В 1968 году окончил Салаватский индустриальный техникум. В 1968—1978 годы работал на Салаватском нефтехимическом комбинате (аппаратчик, начальник смены, инженер-математик). Одновременно в 1976 году окончил Новосибирский государственный университет.
С 1978 года преподаёт в УНИ (УГНТУ): м. н. с., с. н. с., преподаватель, доцент, профессор, заведующий кафедрой «Химическая кибернетика», профессор кафедры «Газохимия и моделирование ХТП», почётный заведующий кафедрой УГНТУ.

## Научная деятельность
Основные направления исследований:
- математическое моделирование
- оптимизация химико-технологических процессов.

Автор более 200 печатных работ, более 40 авторских свидетельств и патентов на изобретения.

### Избранные труды
- Процесс совмещенной многоступенчатой конденсации и испарения смеси — Уфа: Башкирское книжное издательство, 1991.
- Математическое моделирование основных химико-технологических процессов : Учеб. пособие. — Уфа : Изд-во УГНТУ, 2001.
- Методы расчетов основного оборудования нефтепереработки и нефтехимии: Учеб. пособие. — Уфа: Нефтегазовое дело, 2007 (в соавторстве).

## Награды
- Нагрудный знак "Изобретатель СССР" (1991)
- Заслуженный химик Республики Башкортостан (1998)[2].
- Почётный работник газовой промышленности (2003).